# Vesdre
El Vesdre (en alemany Weser, en neerlandès Vesder) és un riu que neix a Konzen, prop de Monschau a l'Eifel (Alemanya) i que desemboca a l'Ourthe a Chênée prop de Lieja (Bèlgica). El nom Vesdre o Weser en alemany prové de dos arrels cèltics: "viz" que significaria segons certes teories vall i "ara" que significa aigua, riu. Hom troba aquests elements també als noms d'altres rius: l'Isar, l'IJzer, l'Isère i molt transformat en Oise. Rep els següents afluents:
- Ghete, en alemany Getz
- Helle
- Gileppe
- Hoëgne

## Geografia

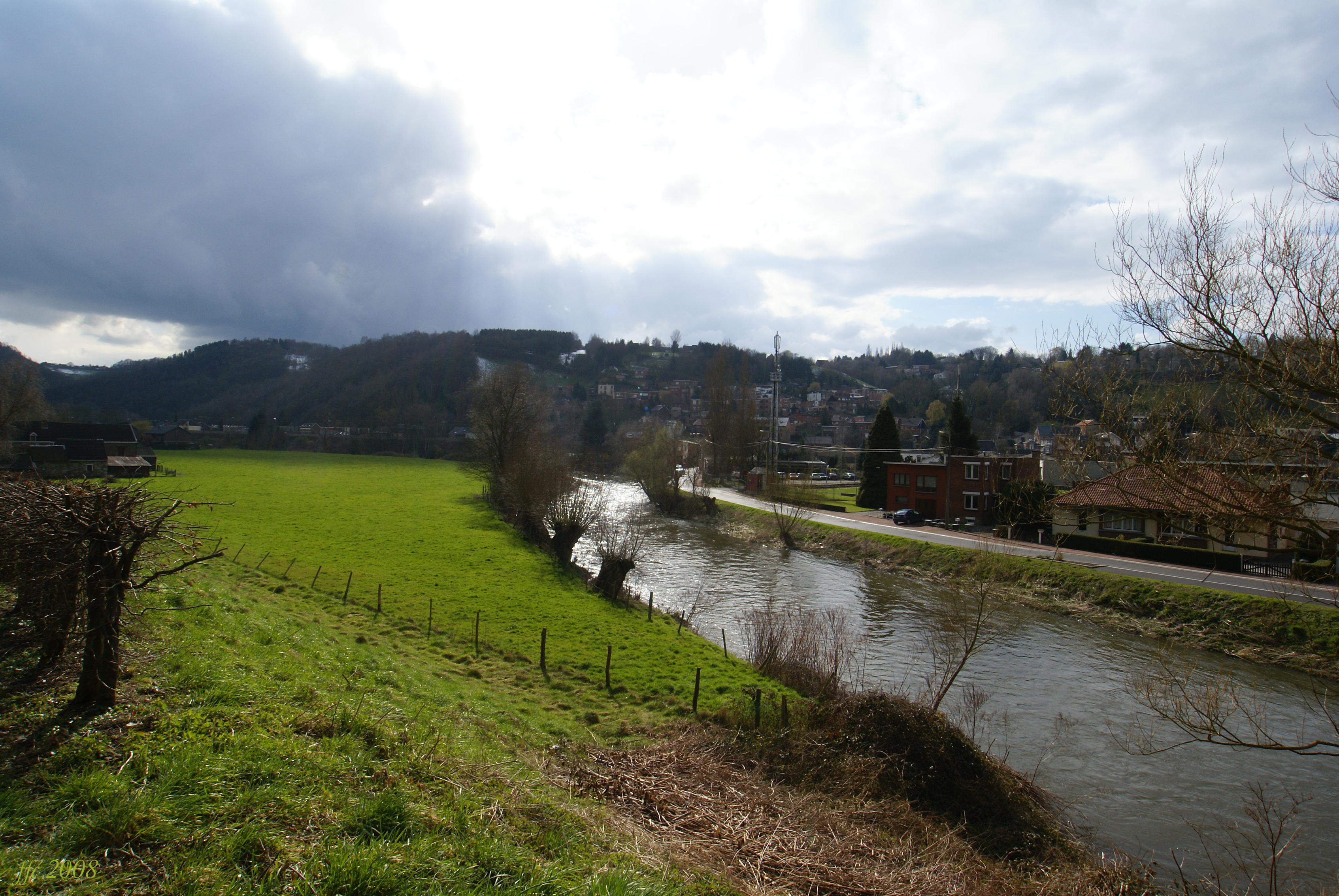
El Vesdre entre Vaux i Hauster

El riu d'una llargada de 60 km rega Eupen, Dolhain, Limburg, Verviers, Pepinster, Sprimont, Olne, Prayon, Chaudfontaine, Vaux-sous-Chèvremont i Chênée. A Eupen s'ha construït una presa per a crear una reserva d'aigua potable.
L'aigua del Vesdre és força dolça i així molt idònia per a rentar la llana. Així la indústria tèxtil s'ha desenvolupat als seus marges. Antany, la ciutat de Verviers era considerada com a la «capital de la llana». Les tècniques modernes van tornar aquest recurs inútil, el que va contribuir a l'ocàs d'aquesta indústria. El riu va emportar la semença que es trobava a la llana importada d'Austràlia i així hom troba als seus marges vegetacions exòtiques que no es troben enlloc a Bèlgica.
El cabal mitjà, mesurat a Chênée entre 1995 i 2004 és de 11,4m³ per segon, amb un màxim de 14,7m³ el 2002 i un mínim de 6,3m³ als 1996.

## Galeria

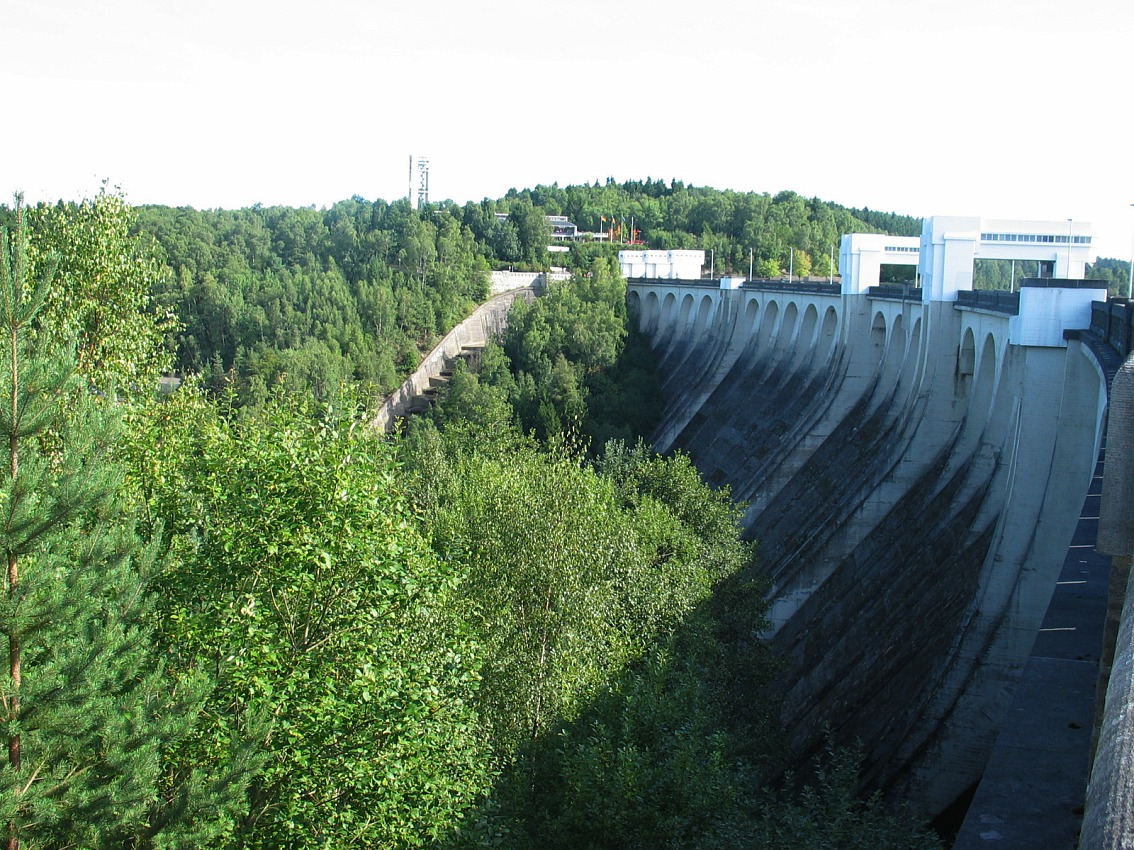
Presa d'Eupen
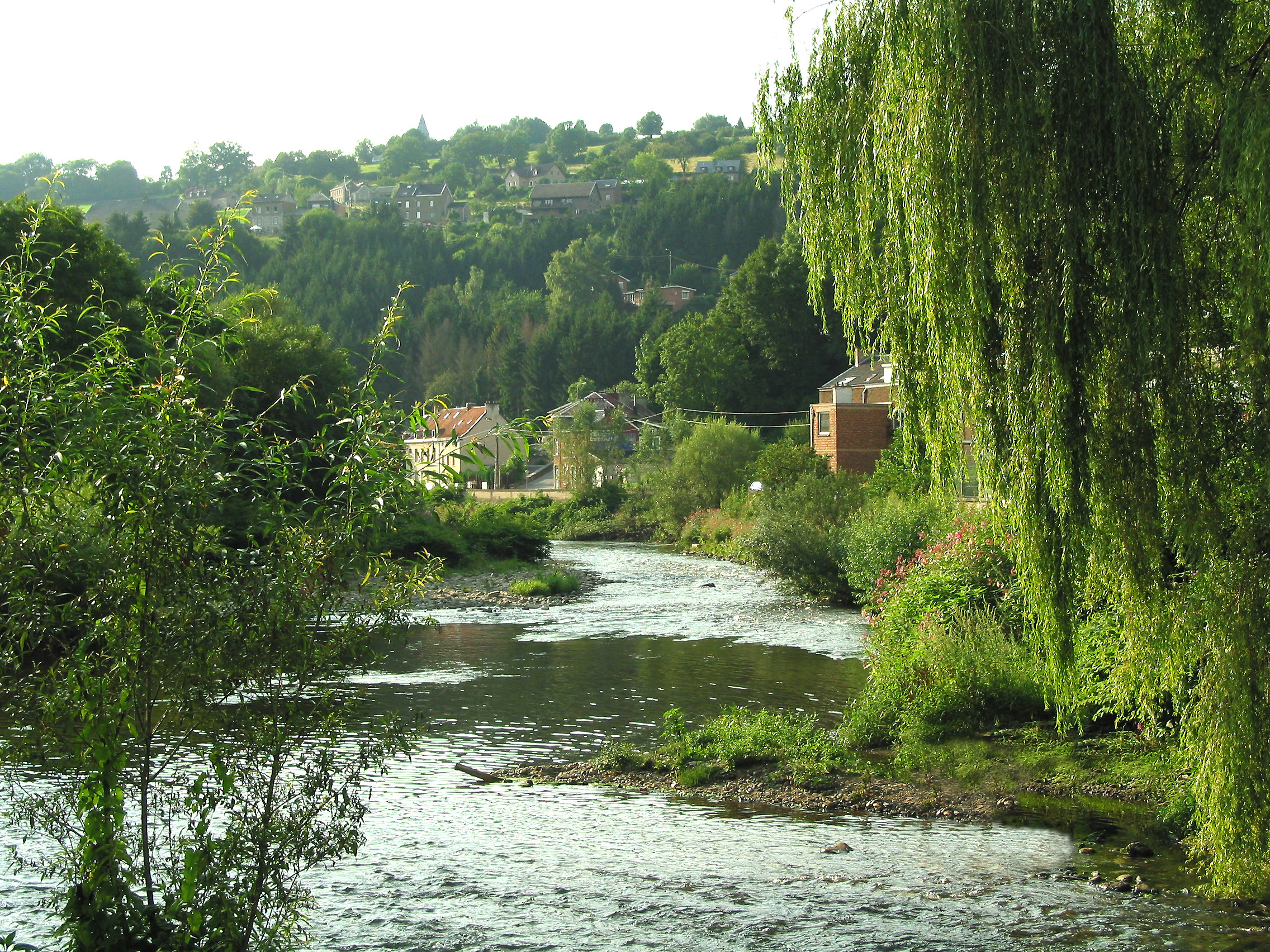
El Vesdre a Pepinster
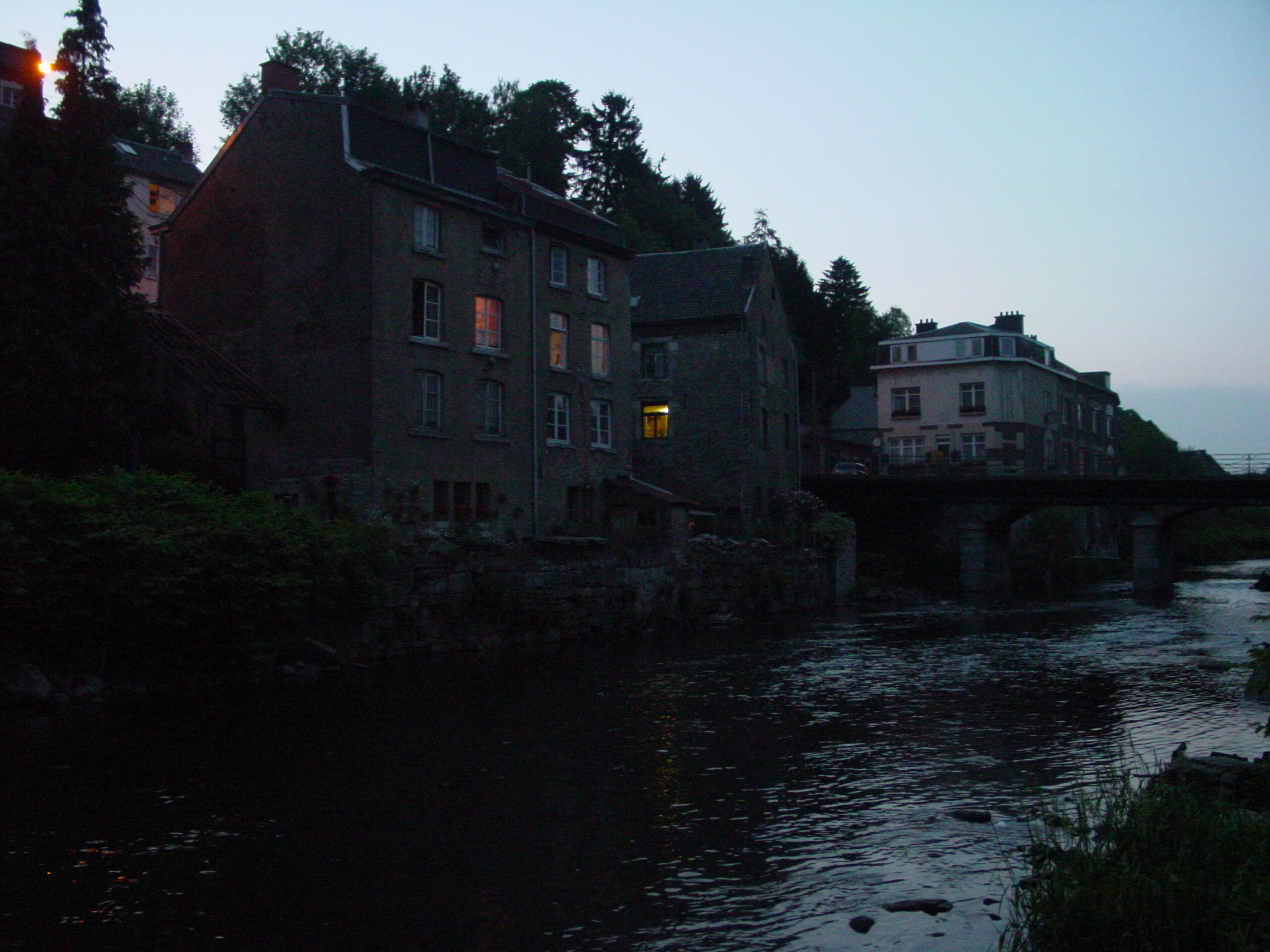
El Vesdre al pont d'Ensival
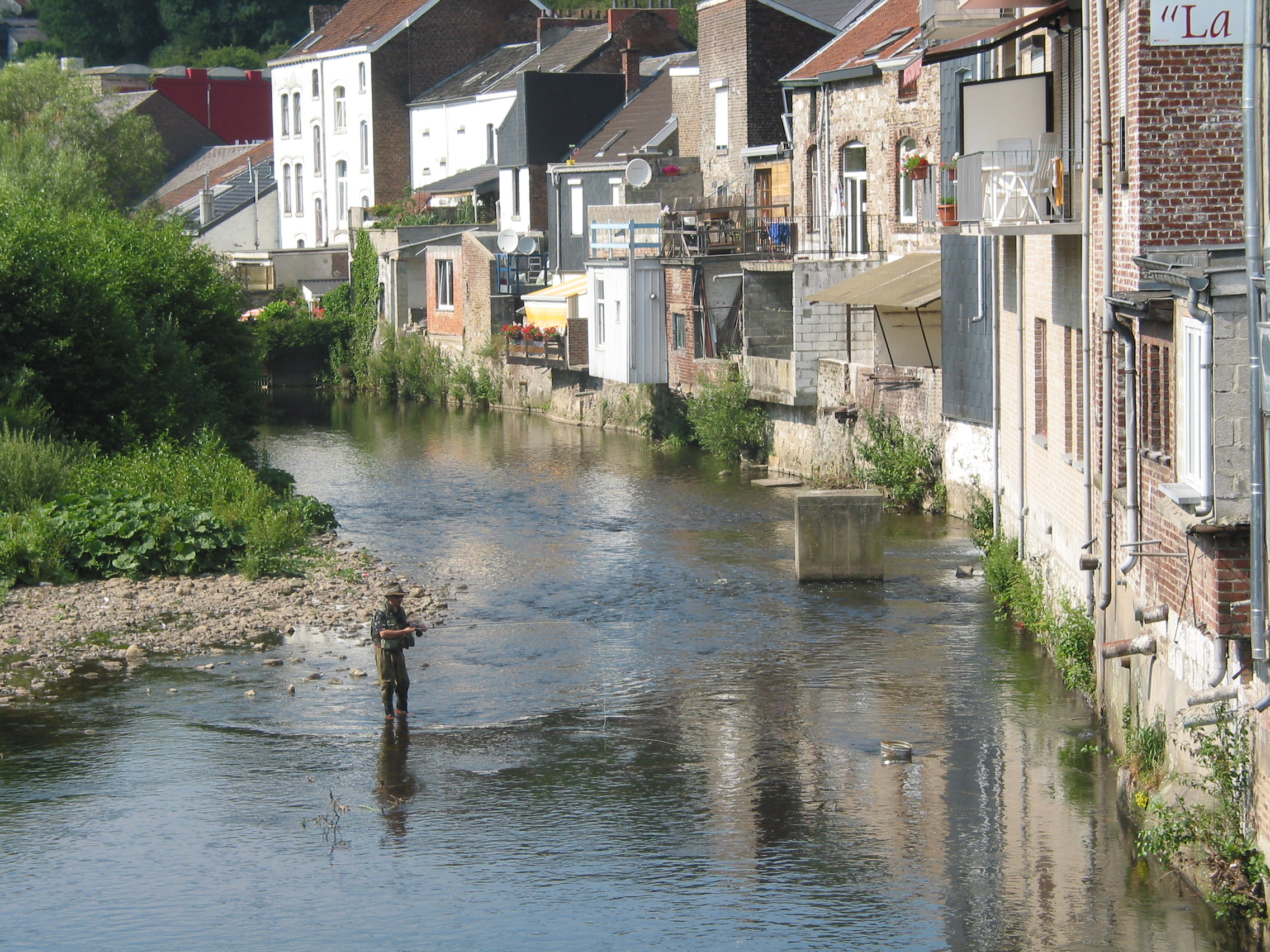
Pescador al Vesdre a la vila de Limburg
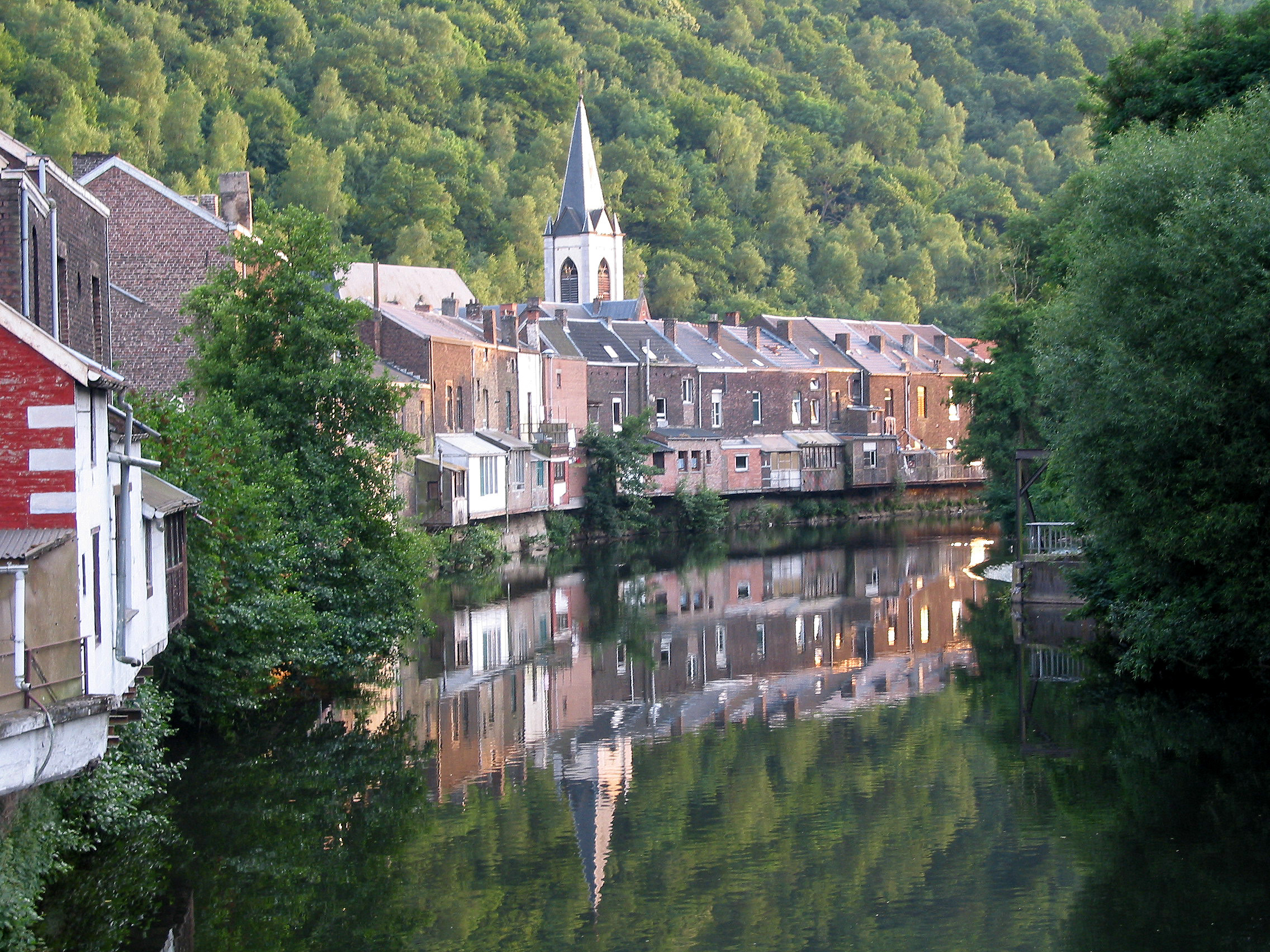
Chaudfontaine
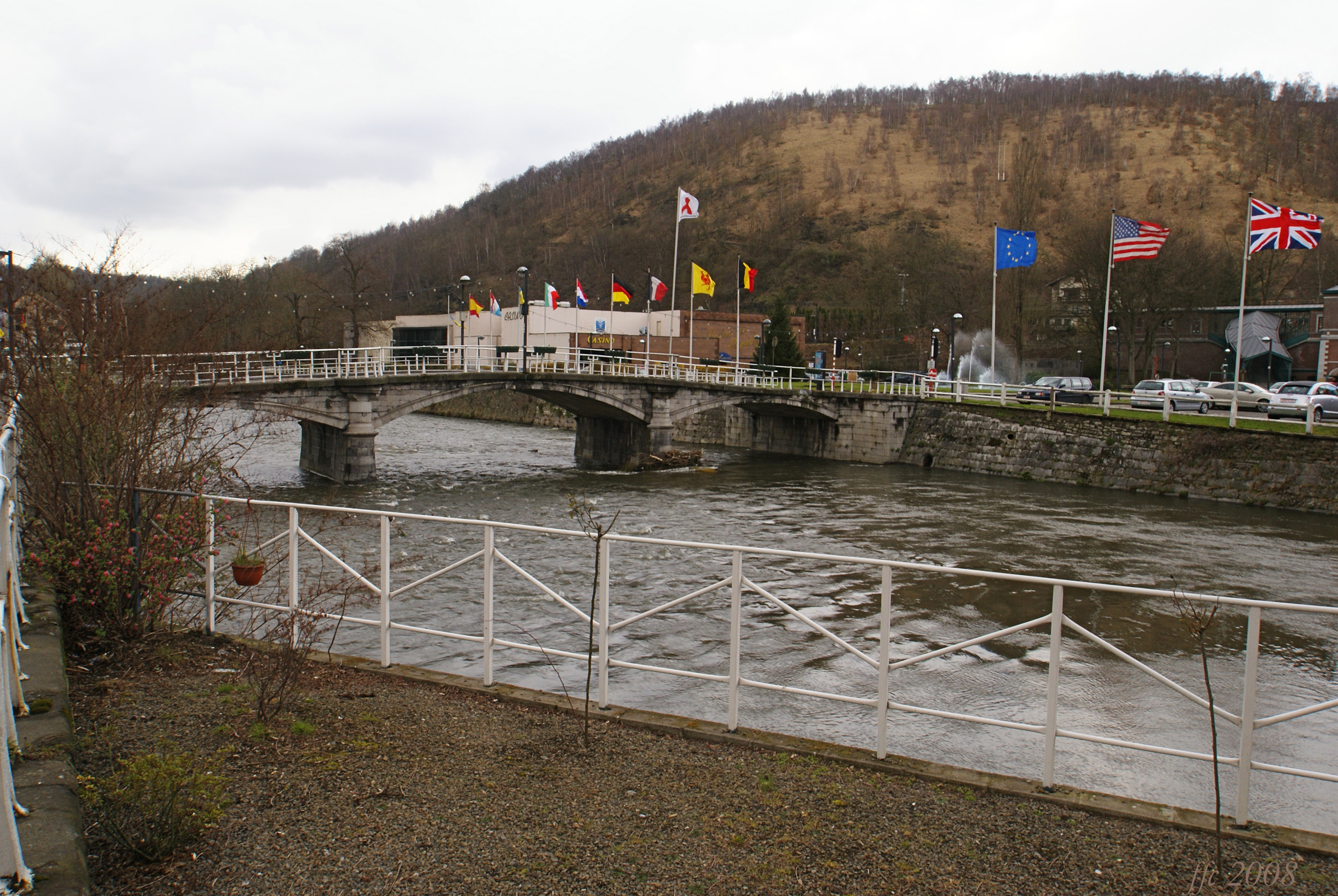
Pont del Vesdre a Chaudfontaine
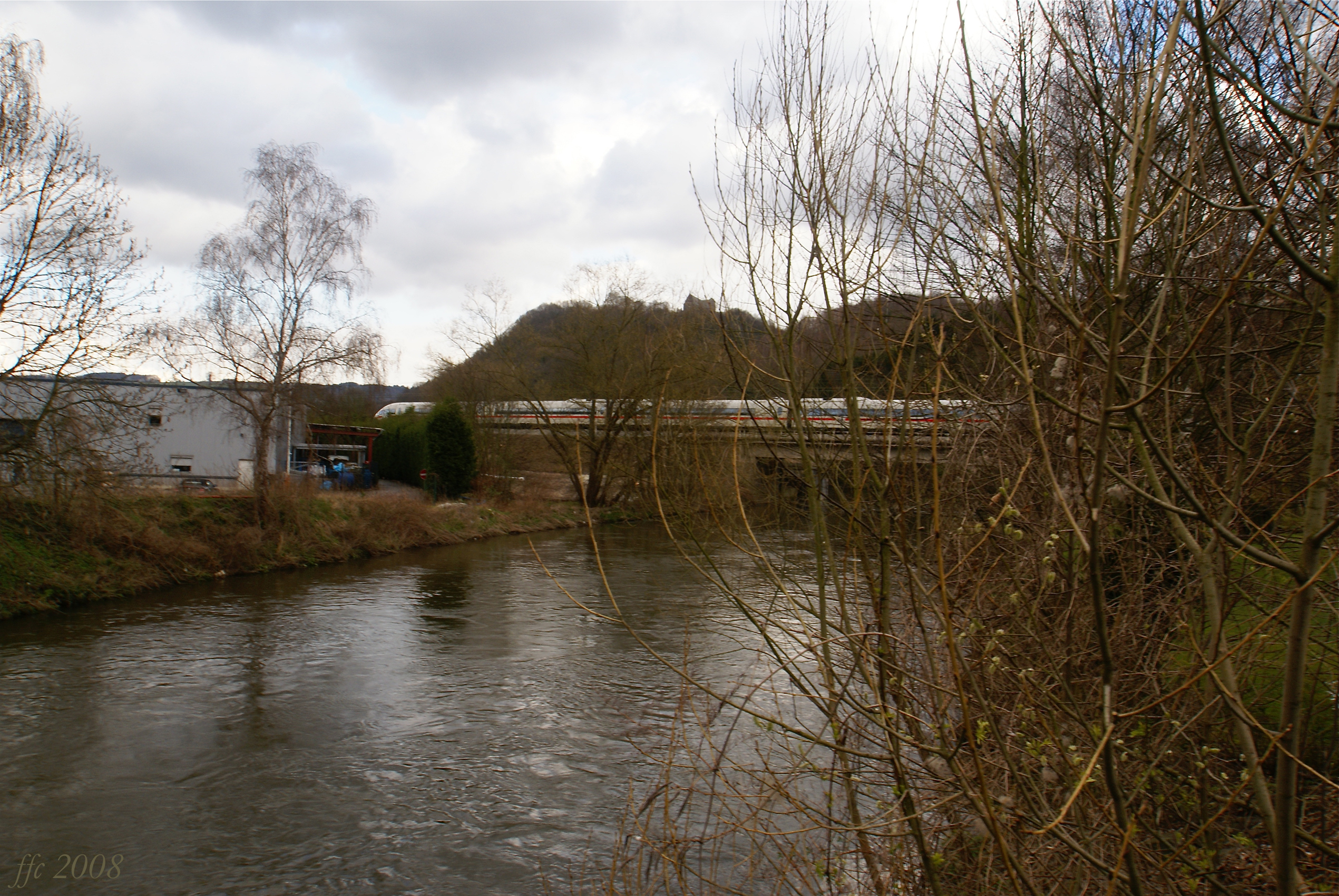
Pont ferroviari a Hauster (Vaux-sous-Chèvremont)
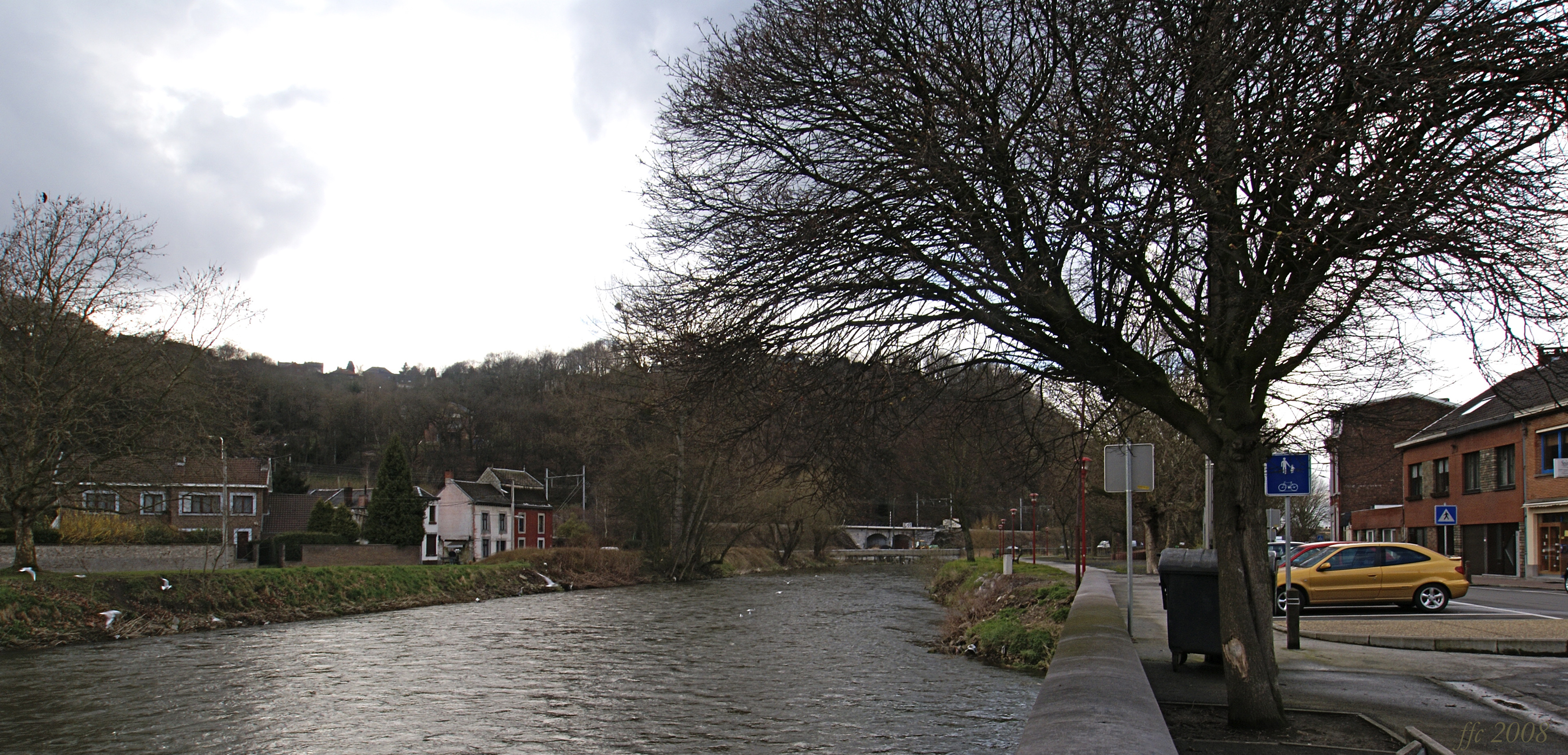
El Vesdre a Vaux-sous-Chèvremont